# Тайная канцелярия
Та́йная канцеля́рия — орган политического сыска и суда в России в XVIII веке.
В первые годы существовала параллельно с Преображе́нским прика́зом (Преображенский приказ и канцелярия), выполнявшим сходные функции. С 1702 года именуется как съезжая изба в Преображенском и генеральный двор в Преображенском. Упразднена в 1726 году, восстановлена в 1731 году как Канцеля́рия та́йных и ро́зыскных дел; последняя ликвидирована в 1762 году Петром III, однако вместо неё в том же году Екатериной II учреждена Та́йная экспеди́ция, выполнявшая ту же роль. Окончательно упразднена Александром I.

## Преображенский приказ и Тайная канцелярия
Основание Преображенского приказа относится к началу царствования Петра I (учреждён в 1686 году в подмосковном селе Преображенском); сначала представлял род особой канцелярии государя, созданной для управления Преображенским и Семёновским полками. Использовался Петром в качестве политического органа в борьбе за власть с царевной Софьей. Название «Преображенский приказ» в ходу с 1695 года; с того же времени в его ведении охрана общественного порядка в Москве и наиболее значимые судебные дела. Однако в указе 1702 года вместо «Преображенского приказа» именуются съезжая изба в Преображенском и генеральный двор в Преображенском. Кроме дел по управлению первыми гвардейскими полками, Преображенскому приказу предоставлено было заведовать продажей табака, а в 1702 году повелено было присылать в приказ всех, которые будут сказывать за собой «Слово и дело государево» (то есть обвинять кого-либо в государственном преступлении). Преображенский приказ находился в непосредственном ведении царя и управлялся князем Ф. Ю. Ромодановским (до 1717 года; после смерти Ф. Ю. Ромодановского — его сыном И. Ф. Ромодановским). Впоследствии приказ получил исключительное право на ведение дел о политических преступлениях или, как они тогда назывались, «противу первых двух пунктов». С 1725 года тайная канцелярия занималась и уголовными делами, которыми ведал А. И. Ушаков. Но при малом количестве людей (под его началом было не более десяти человек, прозванных экспедиторами тайной канцелярии) охватить все уголовные дела такому отделению было не под силу. При тогдашнем порядке расследования этих преступлений колодники, уличённые в каком-либо уголовном преступлении, могли по желанию продлить свой процесс, сказав «слово и дело» и совершив донос; они немедленно забирались в Преображенский приказ вместе с оговорёнными, причём очень часто оговаривались люди, не совершившие никакого преступления, но на которых доносчики имели злобу. Основное направление деятельности приказа — преследование участников антикрепостнических выступлений (около 70 % всех дел) и противников политических преобразований Петра I.
Учреждённая в феврале 1718 года в Петербурге и существовавшая до 1726 года Тайная канцелярия имела те же предметы ведомства, как и Преображенский приказ в Москве, и также управлялась И. Ф. Ромодановским. Ведомство создавалось для следствия по делу царевича Алексея Петровича, затем ему были переданы другие политические дела чрезвычайной важности; впоследствии оба учреждения слились в одно. Руководство Тайной канцелярией, так же как и Преображенским приказом, осуществлялось Петром I, который нередко присутствовал при допросах и пытках политических преступников. Располагалась Тайная канцелярия в Петропавловской крепости.
В начале царствования Екатерины I Преображенский приказ, сохраняя тот же круг действий, получил название Преображенской канцелярии; последняя существовала до 1729 года, когда была упразднена Петром II при увольнении в отставку князя Ромодановского; из подведомственных канцелярии дел более важные были переданы в Верховный тайный совет, менее важные — в Сенат.

## Канцелярия тайных и розыскных дел

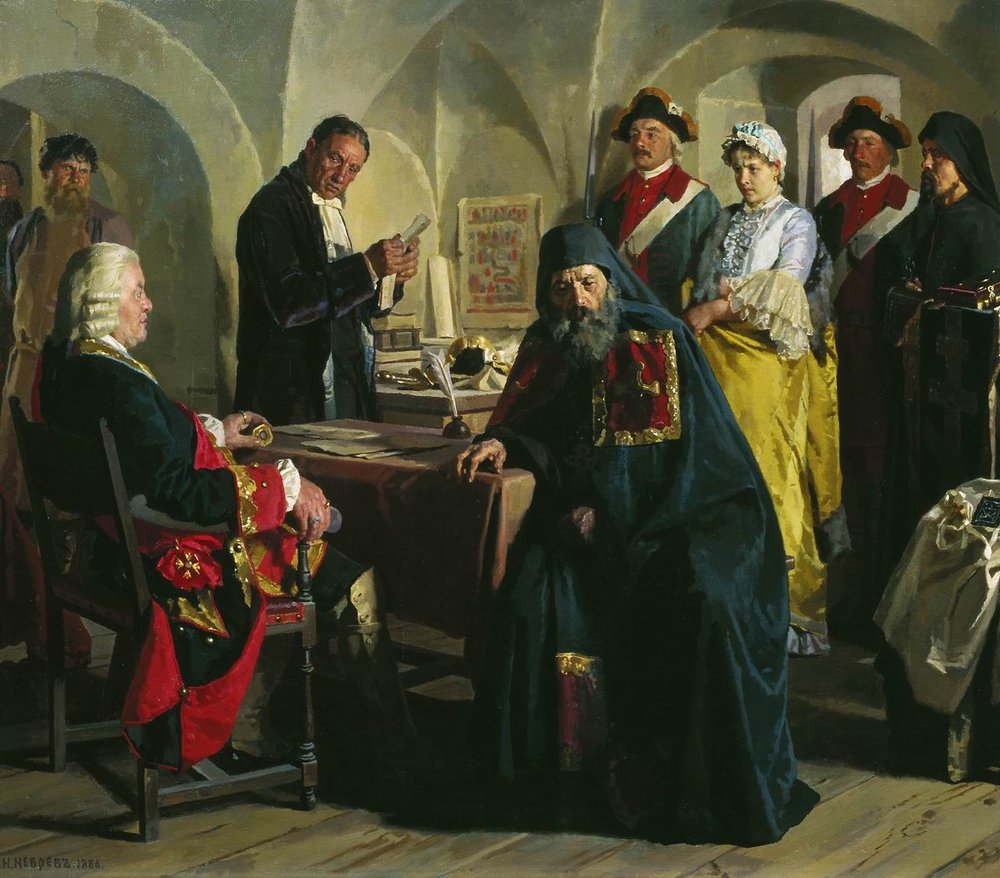
Картина Н. В. Неврева под названием «Начальник Тайной канцелярии А. С. Ушаков допрашивает княжну Прасковью Юсупову».

Центральное государственное учреждение. После роспуска Тайной канцелярии в 1726 году она возобновила работу уже как Канцелярия тайных и розыскных дел в 1731 г. под руководством А. И. Ушакова. К компетенции канцелярии отнесено следствие по преступлению «первых двух пунктов» Государственных преступлений (они означали «Слово и дело государево». 1-й пункт определял, «ежели кто каким измышлениям учнёт мыслить на императорское здоровье злое дело или персону и честь злыми и вредительными словами поносить», а 2-й говорил «о бунте и измене»). Главным орудием следствия были пытки и допросы с «пристрастием». Большая популярность тайной канцелярии была приобретена в годы Бироновщины. Анна Иоанновна боялась заговора. Около 4046 человек было арестовано и пытано, около 1055 дел рассмотрено в застенках данного ведомства. Не осмотрено оставалась 1450 дел. Тайная канцелярия расследовала такие громкие дела по «Затейки Верховников», а в 1739 году по делу Волынского. Со смертью Анны Иоанновны, тайной канцелярии было предоставлено найти обвинение для Бирона. Тайная канцелярия потеряла прежнее влияние и была под угрозой закрытия. В конце ноября 1741 года, заведовавший данным органом Ушаков, знал заговор, но решил не мешать заговорщикам, за что не был снят с должности. С приходом к власти дочери Петра тайная канцелярия снова приобрела популярность. Появились такие должности, как соглядатай, который записывал и подслушивал важные разговоры или следил за шпионами. В 1746 году Тайной канцелярией стал заведовать Шувалов. Во время его руководства попали в опалу ближайшие друзья и сподвижники Елизаветы Петровны: Шетарди (1744), Лесток (1744 и 1748), Апраксин и Бестужев (1758). 
Упразднена манифестом императора Петра III 21 февраля (4 марта) 1762 года, одновременно запрещено «Слово и дело государево».

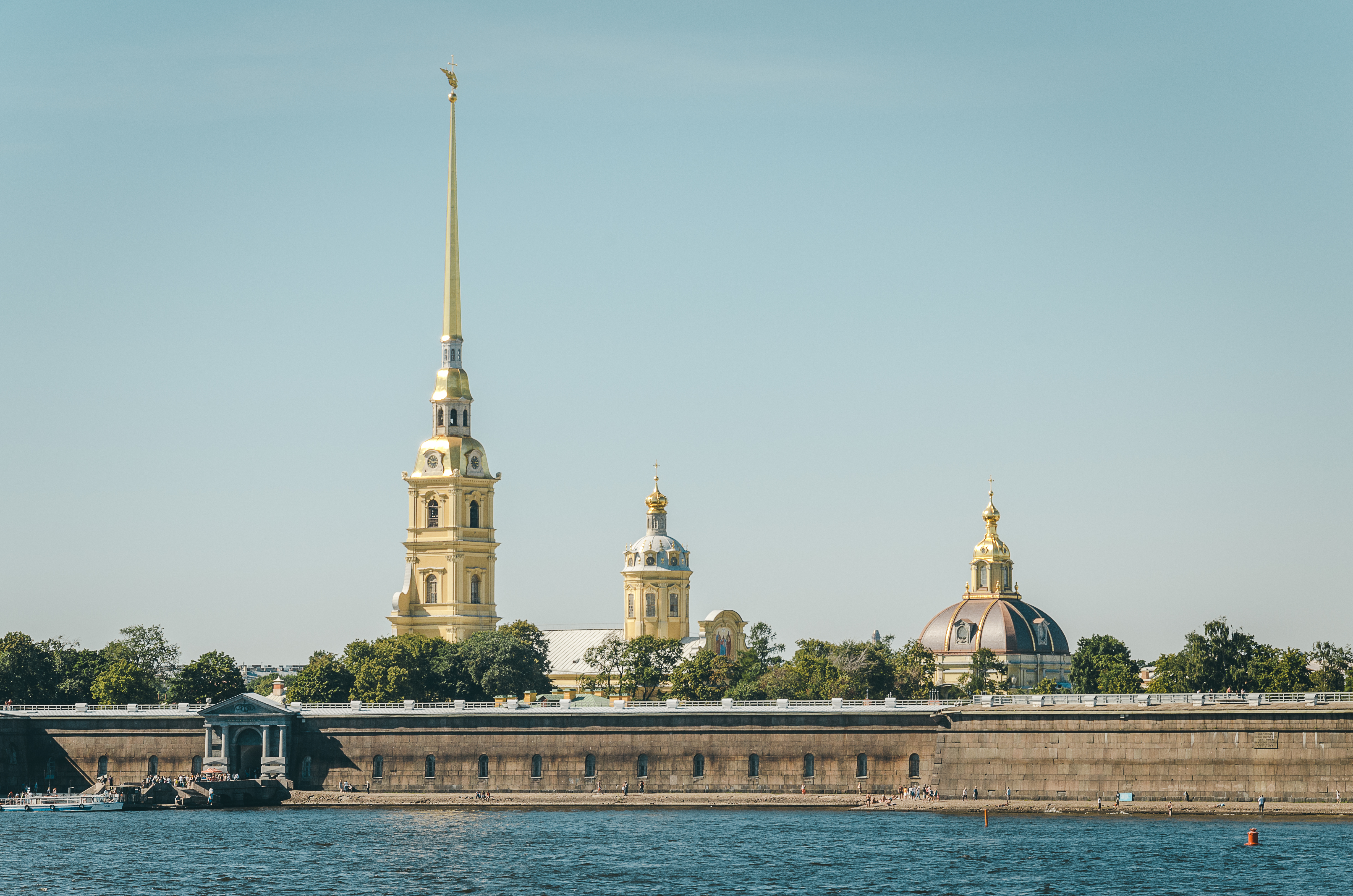
Петропавловская крепость — место, где располагалась Тайная канцелярия

## Тайная экспедиция
Преемником Тайной канцелярии стала Тайная экспедиция при Сенате — центральное государственное учреждение в Российской империи, орган политического розыска (1762—1801). Формально учреждение возглавлял генерал-прокурор Сената, однако фактически всеми делами ведал обер-секретарь С. И. Шешковский. Тайная экспедиция занималась расследованием заговора В. Мировича, осуществляла уголовное преследование А. Н. Радищева, курировала суд над Е. И. Пугачёвым. Пытки, запрещённые при Петре III, вновь вошли в широкое употребление. После воцарения Александра I функции Тайной экспедиции были перераспределены между первым и пятым сенатскими департаментами.

## Руководители Тайной канцелярии
| №                                                         | ФИО (годы жизни)                             | Портрет            | Срок руководства         | Монарх                                      | Заместитель                             | Совместно                                                                                        | Примечания |
| --------------------------------------------------------- | -------------------------------------------- | ------------------ | ------------------------ | ------------------------------------------- | --------------------------------------- | ------------------------------------------------------------------------------------------------ | --- |
| Преображенский приказ (1686−1730)                         |                                              |                    |                          |                                             |                                         |                                                                                                  | |
| 1                                                         | Ромодановский Фёдор Юрьевич (ок. 1640—1717)  | 163.991x163.991пкс | (1686—1717)              | Пётр I                                      | Неизвестно                              | Неизвестно                                                                                       | Умер князь Ромодановский в преклонном возрасте, 17 сентября 1717 года; похоронен в Александро-Невской лавре. |
| 2                                                         | Ромодановский Иван Фёдорович (1670-е — 1730) |                    | (1717—1729)              | Пётр I, Екатерина I, Пётр II.               | Неизвестно                              | С Толстым (1718—1726).                                                                           | Сенатор, князь-кесарь, совместно с Толстым расследовал «дело царевича Алексея», сын предыдущего. |
| Канцелярия тайных и розыскных дел (1717—1726) — I период  |                                              |                    |                          |                                             |                                         |                                                                                                  | |
| 3                                                         | Толстой Пётр Андреевич (1645—1727)           | 191.989x191.989пкс | (1718—1726)              | Пётр I, Екатерина I.                        | Ушаков, Андрей Иванович (1718—1726)     | С Ромодановским (1718—1726)                                                                      | Граф, член Верховного тайного совета, совместно с Ромодановским расследовал «дело царевича Алексея», с 1727 года в опале. |
| Канцелярия тайных и розыскных дел (1731—1762) — II период |                                              |                    |                          |                                             |                                         |                                                                                                  | |
| 4                                                         | Ушаков Андрей Иванович (1672—1747)           | 188.991x188.991пкс | (1731—1746)              | Анна Иоанновна, Иван VI, Елизавета Петровна | Шувалов, Александр Иванович (1742—1746) | Шувалов, Александр Иванович (1742—1746)                                                          | Граф, русский военный и государственный деятель, сподвижник Петра I, генерал-аншеф. |
| 5                                                         | Шувалов Александр Иванович (1710—1771)       | 181.989x181.989пкс | (1746 — 28 декабря 1761) | Елизавета Петровна, Пётр III                | Неизвестно                              | Неизвестно                                                                                       | Граф, доверенное лицо Елизаветы Петровны и в особенности Петра III, камергер, генерал-фельдмаршал, сенатор, член Санкт-Петербургской конференции. Родной брат Петра Ивановича Шувалова и двоюродный брат Ивана Ивановича Шувалова, фаворита Елизаветы Петровны. |
| Тайная экспедиция при Сенате (1762—1801)                  |                                              |                    |                          |                                             |                                         |                                                                                                  | |
| 6                                                         | Шешковский Степан Иванович (1727—1794)       |                    | (1762—1794)              | Екатерина II                                | Неизвестно                              | С Генерал-прокурором Сената: Глебов (1761—1764), Вяземский (1764—1792), Самойлов (1792—1794).    | Тайный советник, руководил расследованием по делу Пугачёва, Мировича, Радищева. |
| 7                                                         | Макаров Александр Семёнович (1750—1810)      |                    | (1794—1801)              | Екатерина II, Павел I                       | Неизвестно                              | С Генерал-прокурором Сената: Самойлов (1794—1796), Куракин (1796—1798), Лопухин, Пётр Васильевич | Российский государственный деятель, тайный советник, дворянин. |

## В кино
- В мини-сериале «Гардемарины, вперёд!», вышедшем на экраны в 1988 году, показана работа Тайной канцелярии. Один из главных героев фильма — Василий Лядащев (Александр Абдулов) был агентом Тайной канцелярии.
- В 2012 году на телеканале «Россия» был показан мини-сериал «Записки экспедитора Тайной канцелярии».
- В телесериале «Екатерина» во всех четырёх сезонах встречаются сцены работы Тайной канцелярии и Тайной экспедиции, а Александр Шувалов и Степан Шешковский являются важными персонажами сериала.

В исторических фильмах и сериалах встречаются видные персоны Тайной канцелярии, в основном Ушаков и Толстой.